# Consejo de Defensa
El Consejo de Defensa o Consejo de Defensa de la URSS (en ruso: Совет обороны) fue un alto órgano consultivo militar que ayudó y asistió al gobierno de la Unión Soviética y al Comité Central del Partido Comunista de la Unión Soviética en la implementación de la política militar de las Fuerzas Armadas Soviéticas. Funcionó entre 1955 y 1991. Al final de su existencia, pasó a denominarse Consejo de Defensa dependiente del presidente de la Unión Soviética.

## Historia
Tras la Revolución de Octubre y el establecimiento de la Unión Soviética, se creó un número consecutivo de organizaciones con el propósito de coordinar los temas relacionados con la economía nacional, el ejército y la industria armamentística. La primera organización fue el Consejo de Defensa de Obreros y Campesinos, sustituido posteriormente por el Consejo de Trabajo y Defensa. A finales de abril de 1937, sus funciones fueron transferidas a un Comité Estatal, el Comité de Defensa de la Unión Soviética, que se formó sobre la base de la Comisión de Defensa del Consejo de Comisarios del Pueblo de la Unión Soviética. El 30 de junio de 1941, tras el estallido de la Gran Guerra Patria, los asuntos de la defensa del Estado soviético fueron transferidos al recién creado Comité de Defensa del Estado, que era un órgano más poderoso e incluía la Oficina Operativa, encargada de supervisar el trabajo en curso de los comisariados del pueblo de las industrias de defensa, tanto en la industria como en las que apoyaban sus actividades. Paralelamente, en el gobierno funcionaba el Buró del Consejo de Comisarios del Pueblo de la Unión Soviética, que tenía el control operativo de todos los demás sectores de la economía nacional.
Tras el final de la Segunda Guerra Mundial, el aparato estatal de la URSS empezó a trabajar en condiciones de paz. Por decisión del Presídium del Soviet Supremo de la URSS del 4 de septiembre de 1945, el Comité de Defensa Estatal de la URSS fue abolido, y todas sus funciones fueron transferidas al Consejo de Comisarios del Pueblo de la URSS. El 6 de septiembre, en lugar de la Oficina del Consejo de Comisarios del Pueblo de la URSS y la Oficina Operativa del Comité de Defensa del Estado, se crearon dos Oficinas Operativas del Consejo de Comisarios del Pueblo de la URSS. Una de ellas se ocupaba de las cuestiones relacionadas con el trabajo de las Comisarías del Pueblo de Defensa y Marina, agricultura, comercio y finanzas, así como de los comités y departamentos dependientes del Consejo de Comisarios del Pueblo de la URSS, la otra - del trabajo de las Comisarías del Pueblo industriales y del transporte ferroviario. Se encargaban de preparar y someter a la consideración del presidente del Consejo de Comisarios del Pueblo de la URSS los proyectos de decisión sobre el plan económico nacional, así como sobre cuestiones individuales importantes que requerían una decisión gubernamental.
En mayo de 1948, Iósif Stalin recibió un informe de Maksim Saburov, vicepresidente del Consejo de ministros de la URSS, y de Dmitry Ustinov, ministro de Armamento, que decía lo siguiente: 
"Antes de la Gran Guerra Patria, en el sistema de órganos de gobierno de la URSS existía un «Comité de Defensa» dependiente del Consejo de Comisarios del Pueblo de la URSS, que coordinaba y resolvía las cuestiones relacionadas con la defensa del país y el trabajo de la industria militar. Durante la Gran Guerra Patria, estas cuestiones eran resueltas por el Comité de Defensa del Estado. Actualmente, no existe tal órgano especial. Las Oficinas sectoriales creadas en el marco del Consejo de ministros de la URSS no se ocupan de estas cuestiones. Mientras tanto, es urgente crear un órgano capaz de examinar los planes de movilización y su provisión, las cuestiones actuales de la industria militar, la creación de nuevos tipos de armas, la coordinación y concertación en el trabajo de las distintas ramas de la industria militar, etc. En la práctica del trabajo actual, sentimos agudamente la necesidad de crear tal órgano".
- D. Sakhnov, El Consejo de Defensa de la URSS y su papel en la creación de las Fuerzas de Misiles Estratégicos.
El 20 de diciembre de 1954 se publicó la resolución secreta P106/III del Presídium del Comité Central del PCUS «Sobre la creación del Consejo Supremo de Defensa de la URSS». El 7 de febrero de 1955, una resolución secreta del Presídium del Comité Central del PCUS aprobó la resolución del Comité Central y del Consejo de ministros.
Los primeros miembros fueron los siguientes:
- Nikita Khrushchev
- Nikolai Bulganin
- Klement Voroshilov
- Lazar Kaganovich
- Vyacheslav Molotov
- Georgy Zhukov
- Aleksandr Vasilevsky

El Consejo Militar fue creado como órgano deliberativo dependiente del Consejo de Defensa. La posición del Consejo de Defensa en el sistema de los poderes públicos estaba consagrada en el artículo 121 de la Constitución de la URSS de 1977, según el cual el Soviet Supremo aprobaba su composición. La participación obligatoria de los miembros del Presídium del Comité Central del PCUS era un hecho, y los jefes de los órganos gubernamentales y organizaciones estatales también eran invitados a sus reuniones. Por regla general, celebraba sus reuniones a intervalos regulares, así como en situaciones de emergencia, como durante la crisis de los misiles cubanos en 1962.
Tras la creación en 1990 del cargo de presidente de la Unión Soviética, el Consejo se convirtió en un órgano consultivo exclusivo del jefe de Estado. Fue abolido por decreto del presidente Gorbachov el 25 de diciembre de 1991. En los dos años siguientes le sucedieron los consejos de seguridad republicanos de las antiguas repúblicas soviéticas, así como el Consejo de Seguridad de la RSFSR.

## Liderazgo
El 7 de febrero de 1955, por decreto del Presídium del Comité Central del PCUS «Sobre la creación del Consejo de Defensa de la URSS» se aprobó el proyecto de resolución del Comité Central del PCUS, del Presídium del Soviet Supremo de la URSS y del Consejo de ministros de la URSS sobre la creación del Consejo de Defensa.

## Presidentes
El cargo de presidente fue ocupado simultáneamente por el secretario general del Partido Comunista de la Unión Soviética:
- Nikita Jrushchov (7 de febrero de 1955 - 14 de octubre de 1964)
- Leonid Brézhnev (14 de octubre de 1964 - 10 de noviembre de 1982)
- Yuri Andropov (12 de noviembre de 1982 - 9 de febrero de 1984)
- Konstantin Chernenko (13 de febrero de 1984 - 10 de marzo de 1985)
- Mijaíl Gorbachov (11 de marzo de 1985 - 25 de diciembre de 1991)

En 1955-1990, el presidente del Consejo de Defensa ejerció su autoridad como «comandante en jefe Supremo de las Fuerzas Armadas Soviéticas» de facto.

## Secretarios
Los secretarios del Consejo de Defensa eran al mismo tiempo jefes Adjuntos del Estado Mayor de las Fuerzas Armadas:

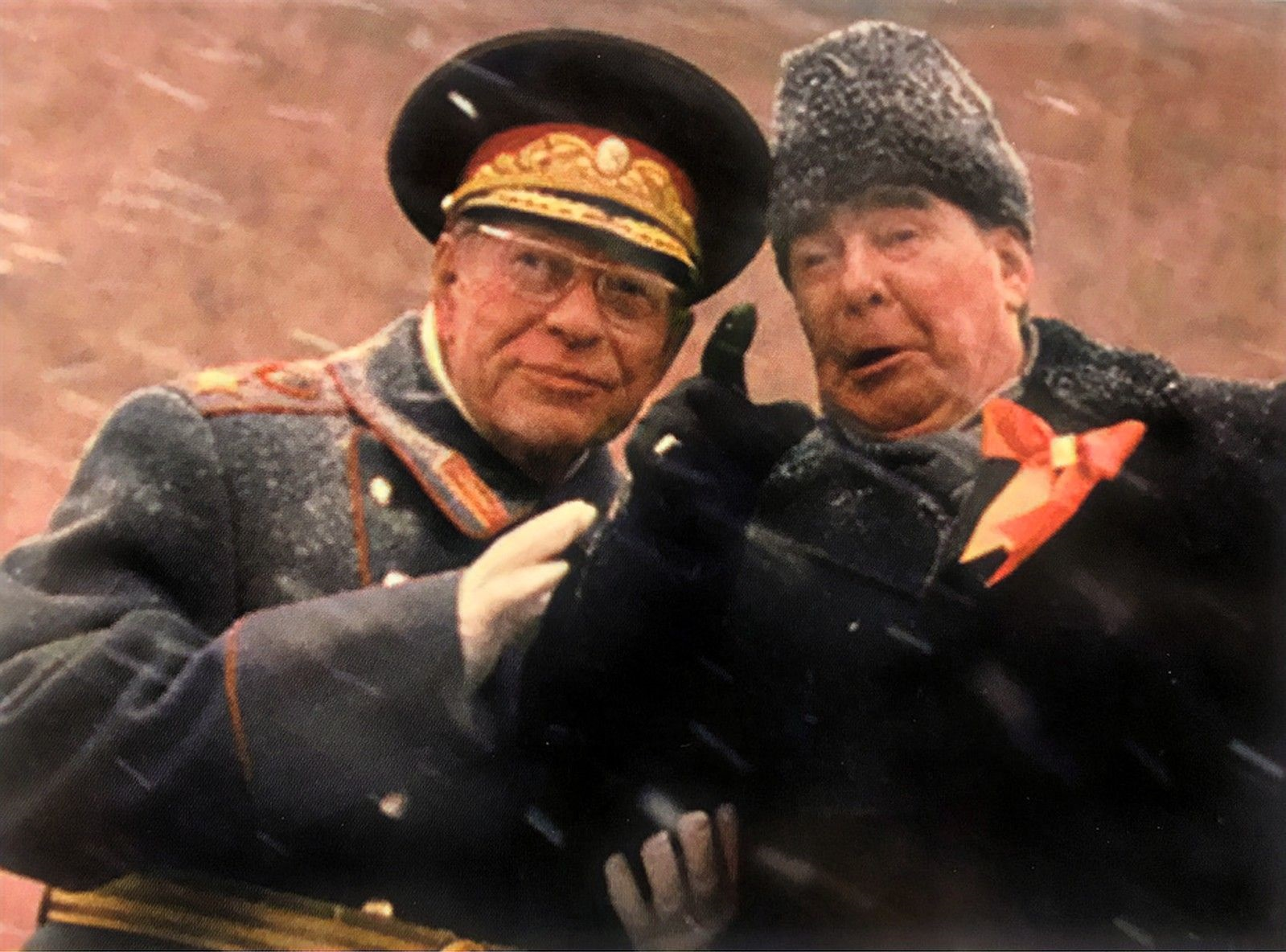
El secretario general del PCUS Leonid Brézhnev y el Mariscal Dmitri Ustinov en el desfile del Día de la Revolución de octubre de 1979 en la Plaza Roja. En su cargo de jefe de Estado, también era el jefe del Consejo de Defensa.

- Coronel General Nikolai Pavlovsky (1955-1959)
- General de Ejército Semyon Ivanov (1959-1962)
- Coronel General Mikhail Povaliy (1962-1969)
- General de Ejército Mikhail Kozlov (1969-1974)
- Mariscal de la Unión Soviética Sergey Akhromeyev (1974-1986)
- Coronel General Serguéi Dikov (1986-1989)
- Teniente General Anatoly Chuvakin (1989-1991)